# إميليو دي مارشي
إميليو دي مارشي (بالإيطالية: Emilio De Marchi)‏ هو ممثل إيطالي، ولد في 12 أبريل 1959 بروما في إيطاليا.

## أعمال

### أفلام
- (2004) آلام المسيح[3][4][5]

## وصلات خارجية
- إميليو دي مارشي على موقع IMDb (الإنجليزية)
- إميليو دي مارشي على موقع ألو سيني (الفرنسية)
- إميليو دي مارشي على موقع أول موفي (الإنجليزية)
- إميليو دي مارشي على موقع قاعدة بيانات الفيلم (الإنجليزية)
- إميليو دي مارشي على موقع كينوبويسك (الروسية)